# 北村優
北村 優（きたむら まさる、1992年〈平成4年〉10月31日 - ）は、日本の俳優。血液型はB型。元劇団ひまわり所属。現在は子役として舞台に出演した劇団四季に所属している。

## 略歴・人物
大阪府堺市出身。大阪学芸高等学校を卒業し、大阪芸術大学に進学。
3歳の頃から母親の影響でクラシックバレエを始め、劇団ひまわりに入団。そのほかにもジャズダンス、ヒップホップ、タップダンス等の経験もある。舞台鑑賞を趣味とし、子役時代の出演作品のプログラムには「ミュージカルスターになるのが夢」という内容が多くみられる。
現在は劇団四季に所属し、赤毛のアンやエルコスの祈りに出演している。

## 出演作品
太字はメインキャストまたは主演

### ドラマ・テレビ番組
- 最後に愛を見たのは（BSジャパン、主演：田中好子 / 風間杜夫 他） - 青山昇 役
- 美しい人（TBS、主演：常盤貴子 / 田村正和 他）[2] - 武藤昌紀 役
- 新・部長刑事 アーバンポリス24
  - 第22回 ちいさな目撃証言者（ABC、主演：京本政樹 / 唐沢寿明 / 大沢あかね 他）[2] - 原祐也 役
- Summer Snow
  - 第2回 泣き虫アニキ（TBS、主演：堂本剛 / 広末涼子 他）[2]
- 英語であそぼ（NHK）
- 踊る!さんま御殿!!（日本テレビ）
- おかあさんといっしょ（NHK）
- ひとりでできるもん!（NHK）

### 映画
- 溺れる魚（東宝） - 少年時代の岡部 役[3]
- ドンを撃った男（GAGA、主演：的場浩司 / 千堂あきほ 他） - 成田正義 役[3]
- さよならハッチ

### CM
- ソニー ハンディカム
- ホクレン牛乳
- 宝塚ファミリーランド
- JR東海
- マシェリ（資生堂、主演：滝沢秀明 他）
- マクドナルド

その他ラジオCMへの出演多数あり

### ラジオドラマ
- FMシアター バスで行く人（NHK、主演：渡辺いっけい 他、芸術祭優秀賞） - 倉田敦 役
- FMシアター あの音（NHK、出演：青木和代 他） - 佐藤哲 役

### 舞台
- スクルージ（劇団ひまわり、主演：市村正親 他） - 1997年：ティム坊や 役 / 1999年：エビー 役
- 少年H（劇団ひまわり、主演：平田満 / キムラ緑子 / 仲本工事 他） - 小田勇太 役
- 花のれん（東宝、主演：浜木綿子 / 藤田まこと 他） - 河島久男 役
- くるみ割り人形（東宝、主演：中山エミリ / 田中聖 / 橋本さとし 他） - シュヌルル 役
- エリザベート（東宝、主演：一路真輝 / 山口祐一郎 / 内野聖陽 他） - 少年ルドルフ 役
- コルチャック先生（劇団ひまわり、主演：加藤剛 / 榛名由梨 他） - シュムルシ 役
- ラ・ラ・ラ・ワンダフル（大久保企画）- ジミー 役
- 王様と私（東宝、主演：一路真輝 / 髙嶋政宏 / 本田美奈子 / 石井一孝 他） - チュラロンコン王子 役
- ライオン・キング（劇団四季） - ヤングシンバ 役
- 魔法をすてたマジョリン（劇団四季） - ダビッド 役
- 赤毛のアン（劇団四季） - ギルバート 役
- ジーザス・クライスト・スーパースター（劇団四季）  - ペテロ 役
- 人間になりたがった猫（劇団四季） - ライオネル 役
- エルコスの祈り（劇団四季） - ジョン 役
- キャッツ（劇団四季） - スキンブルシャンクス、マンカストラップ 、ラムタムタガー役
- アラジン（劇団四季） - アラジン 役
- アナと雪の女王（劇団四季） - クリストフ 役
- ライオンキング　(劇団四季)  -スカー役